# Mosquée Valide neuve
La Mosquée Yeni Valide (en turc : Yeni Valide Camii ) est une mosquée impériale ottomane
située dans le district stambouliote d'Üsküdar en Turquie.

## Histoire
La mosquée a été érigée de 1708 à 1710 par la Sultane validé Emetullah Rabia Gülnuş, mère du Sultan Ahmed III.
Le plan de la construction est carré, elle couverte d'un dôme principal auxquels s'ajoutent quatre demi-dômes,
deux minarets comportant deux balcons flanquent l'édifice. Les travaux de calligraphie intérieurs sont l'œuvre de l'artiste Hezarfen Mehmet Efendi.

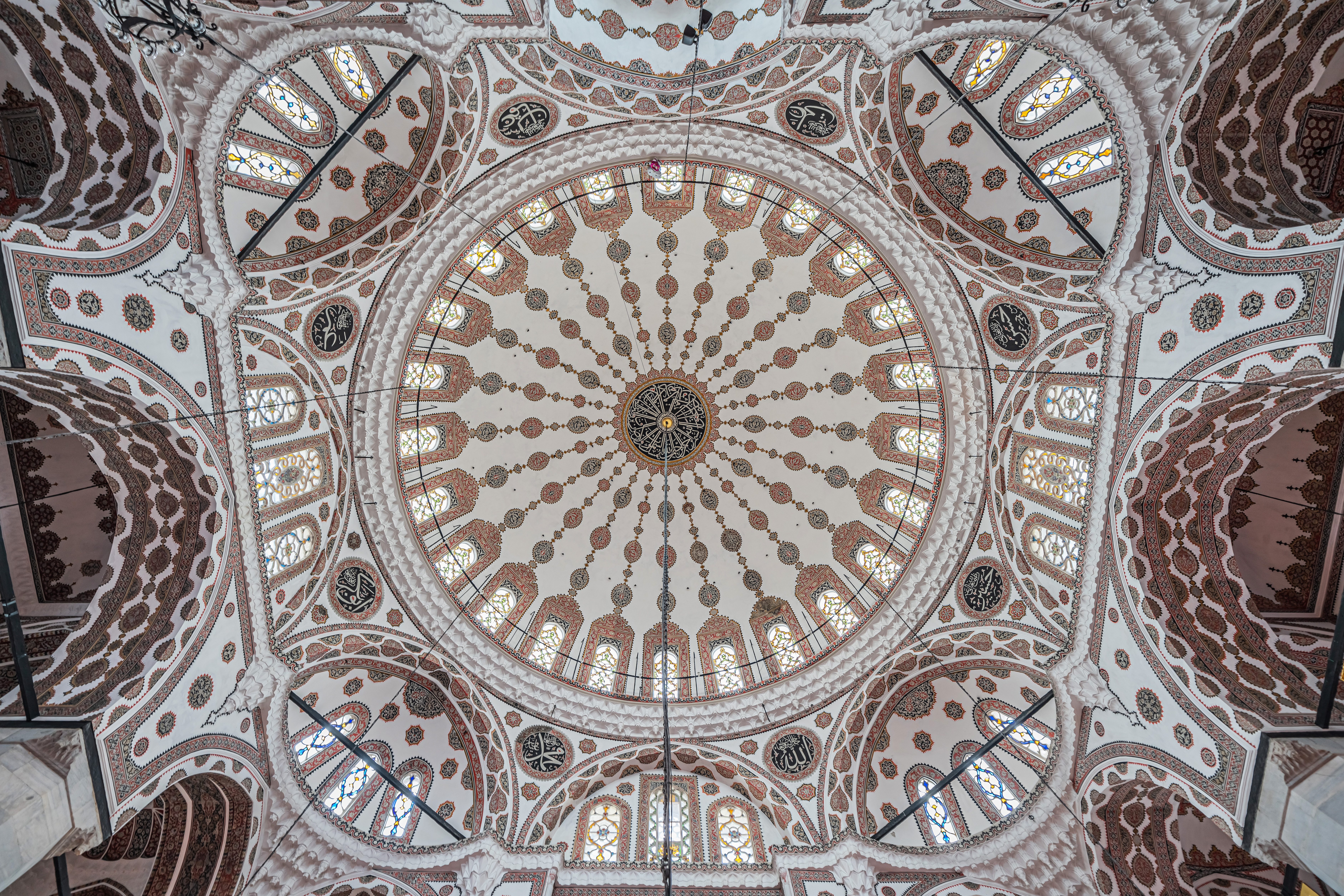
Intérieur du dôme.